# Синани, Хюсен
Хюсен Синани (алб. Hysen Sinani; род. 7 февраля 1949, Тирана) — албанский писатель, переводчик и журналист.

## Биография
Он самоучка, который так и не получил высшего образования. В 1964-1974 годах работал рабочим на нескольких предприятиях легкой промышленности. В то время он самостоятельно выучил французский и нашел работу в редакции одного из литературных журналов, где напечатал свои первые репортажи. В должности литературного редактора выучил итальянский и греческий. В 1985 году покинул работу в редакции и трудоустроился рабочим на тракторном заводе. В 1991 году нелегально эмигрировал в Грецию и уже в 1992 году вернулся в Албанию. Тогда он основал издательство «Artemida». Одним из первых произведений, опубликованных в нем, был греко-албанский словарь (20000 слов). Печальное финансовое положение издания заставило его снова эмигрировать в Грецию, где он проживал в 1994-1999 годах. В 1999 вернулся в Тирану и посвятил себя писательской, журналистской и переводческой работе. Писал главным образом для газет «Drita» и «Shqip».
Как писатель дебютировал соцреалистическим романом «Герги» в 1980 году — историей рабочего, который любой ценой хочет быть прогрессивным. В 1990-х годах сосредоточился на проблематике общественных конфликтов, но также писал фантастические или иронические романы. Он также автор самоучителя греческого языка и соавтор антологии поэзии арберешей.
В переводческом наследии Синани — романы «За родину» Ибаньеса, «Жизнь Вольтера» Андре Моруа и «Путешествие на край ночи» Селина. Среди авторов, переведенных им на албанский, был также Маурицио Maджани, Шарль Рише и Маркиз де Сад.
К 2015 году занимал должность председателя Союза писателей и художников Албании.

## Романы
- 1980: Gjergji, Тирана
- 1989: Nuk e harroja atë ditë (Не забуду того дня), Тирана
- 1992: Një burrë si ky, (Мужчина такой, как этот), Тирана
- 1999: 52 burra për një grua, (52 мужчины на одну женщину), Тирана
- 2000: Legjenda e dheut të keq (Легенда про плохую землю), Тирана
- 2002: Triseta: roman parahistorik (Трисета: параисторический роман), Тирана
- 2003: Sadisti, (Садист), Тирана
- 2013: Një burrë i vetmuar (Одинокий мужчина), Тирана